# Monfréville
Monfréville is een gemeente in het Franse departement Calvados (regio Normandië) en telt 109 inwoners (2009). De plaats maakt deel uit van het arrondissement Bayeux.

## Geografie
De oppervlakte van Monfréville bedraagt 7,3 km², de bevolkingsdichtheid is dus 14,9 inwoners per km².
De onderstaande kaart toont de ligging van Monfréville met de belangrijkste infrastructuur en aangrenzende gemeenten.

## Demografie
Onderstaande figuur toont het verloop van het inwonertal (bron: INSEE-tellingen).
Vanwege een beveiligingsprobleem met de MediaWiki Graph-software is het momenteel niet mogelijk deze grafiek weer te geven. Zodra de software is bijgewerkt zal de grafiek vanzelf weer zichtbaar worden.
1. ↑  Populations de référence 2022.